# Wybrzeże szkierowe

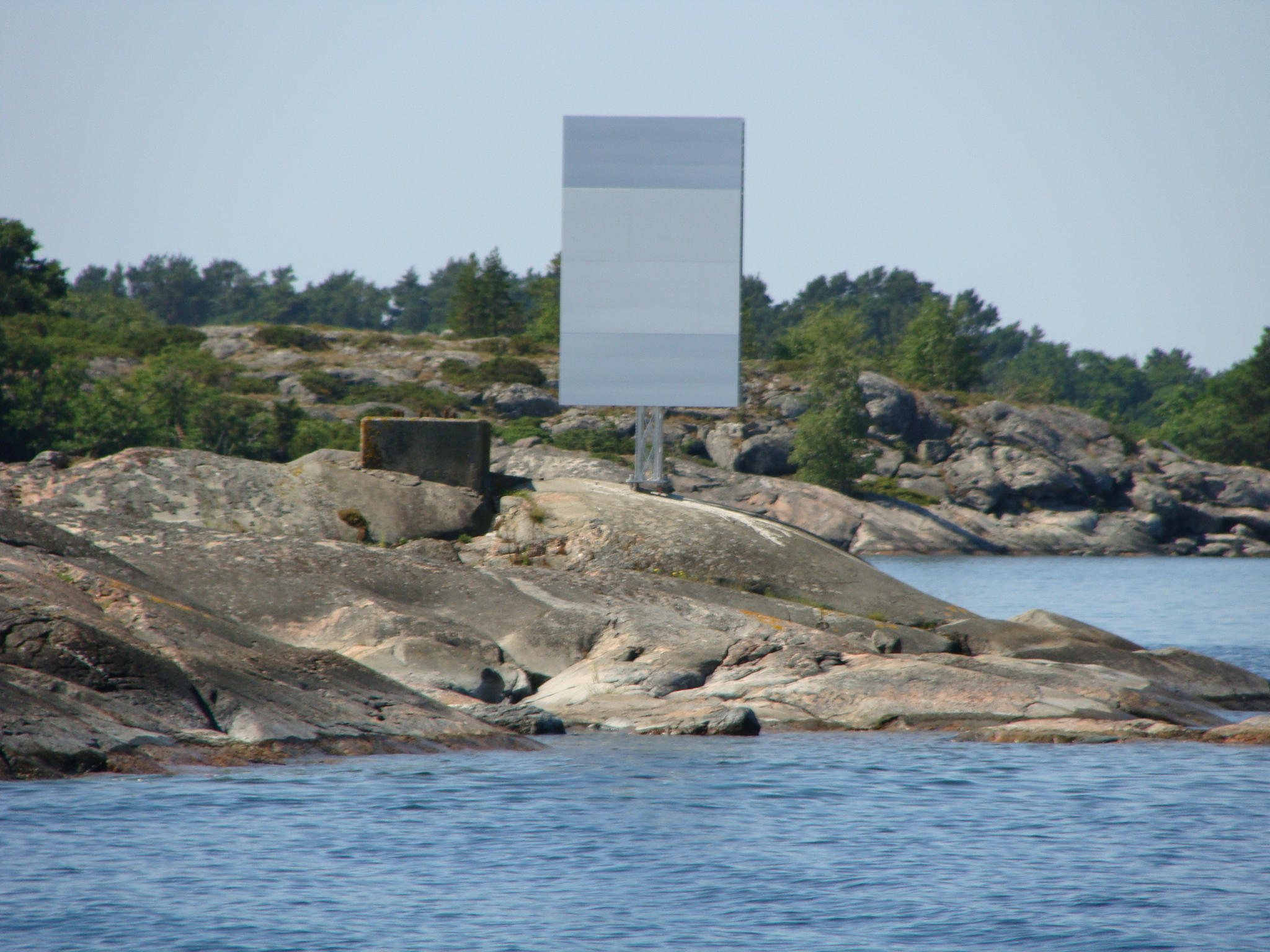
Wybrzeże szkierowe w Finlandii

Wybrzeże szkierowe (szerowe) – rodzaj wybrzeża morskiego, powstałego w wyniku częściowego zatopienia silnie zmutonizowanego obszaru polodowcowego, czyli terenu, na którym występują płytkie doliny polodowcowe. Charakteryzuje się obecnością setek małych, sterczących wysepek, zwanych szkierami. Występuje m.in. w Szwecji (w pobliżu Sztokholmu i Göteborga), Finlandii (Wyspy Alandzkie) i w USA (Alaska).